# Farsetia robecchiana
Farsetia robecchiana är en korsblommig växtart som beskrevs av Adolf Engler. Farsetia robecchiana ingår i släktet Farsetia och familjen korsblommiga växter. Inga underarter finns listade i Catalogue of Life.